# FC Indiana
Maillots
Le FC Indiana (également connu sous le nom FC Indiana Lionesses) est un club de soccer féminin professionnel américain basé dans la ville de Indianapolis, dans  l'État de l'Indiana. Le club fondé en 2000, est dirigé par Gary Weaver, un ancien footballeur de la NFL. Les Couleurs du club sont le noir et le rouge. Les matchs à domicile sont joués au Michael A. Carroll Stadium (capacité de 12,000 sièges) situé en banlieue d'Indianapolis.
Au cours de son  histoire, l'équipe a participé au championnat de la Women's Premier Soccer League de 2005 à 2007, à celui de la W-League en 2008 et 2009, puis en 2011 au championnat de la Women's League Soccer. Pour la saison 2012, le club évolue dans la WPSL Elite Leaque. 
L'équipe a deux organisations sœurs portant le même nom : une équipe féminine B qui évolue dans la Women's League Soccer et depuis 2007 une équipe masculine de la National Premier Soccer League.

## Histoire
Fondé en 2000, le club est d'abord amateur et compétitionne dans des ligues régionales du Midwest américain. L'équipe féminine devient professionnelle en 2004 et se joint l'année suivante à la Women's Premier Soccer League (WPSL). Dès sa saison inaugurale dans la WPSL, l'équipe remporte le championnat de la ligue, en plus du Lamar Hunt U.S. Open Cup féminin de la USASA.  Cette conquête a lieu lors d'un match victorieux de 4-0 en demi-finale contre le New England Mutiny et d'une finale gagné 5-4  contre California Storm.
En 2007, le FC Indiana remporte son deuxième titre de championnat en trois saisons WPSL, défaisant le New England Mutiny 3-0. En octobre 2007, le FC Indiana rejoint la W-League pour la saison 2008. En 14 matchs disputés, l'équipe ne connait aucune défaite (13-0-1) : Champion en saison régulière  dans sa division et en séries éliminatoires dans sa conférence, l'équipe se rend en finale de championnat. Le 2 août 2008, le FC Indiana perd de justesse la finale 2-1 aux mains des Pali Blues.
Lors de la création de la nouvelle  ligue Women's Professional Soccer, le FC Indiana perd 9 joueuses étoiles et doit reconstruire son équipe féminine. Les succès se répètent en saison 2009 (10-0-2) mais FC Indiana doit s’incliner en finale de conférence devant la puissance des Fury d'Ottawa.
Entre 2007 et 2011, le club évolue au Kuntz Memorial Soccer Stadium.

## Parcours de l'équipe
| Année | Ligue                                        | conférence          | Division          | Saisons régulières                                                     | Séries éliminatoires               |
| ----- | -------------------------------------------- | ------------------- | ----------------- | ---------------------------------------------------------------------- | ---------------------------------- |
| 2005  | WPSL                                         | Conférence Midwest  | Division Centrale | Termine au 1er rang de sa division et remporte le titre de conférence  | Vainqueur du Championnat WPSL      |
| 2006  | WPSL                                         | Conference Midwest  | Division Centrale | Termine au 2e rang de sa division                                      | Éliminé en finale de conférence    |
| 2007  | WPSL                                         | Conférence MidwesC  | Division Centrale | Termine au 1er rang de sa division et remporte le titre de conférence  | Vainqueur du Championnat WPSL      |
| 2008  | USL W-League                                 | Conference Centrale | Division Midwest  | Termine au 1er rang de sa division et remporte le titre de conférence  | Finaliste                          |
| 2009  | USL W-League                                 | Conférence Centrale | Division Midwest  | Termine au 1er rang de sa division et remporte le titre de conférencee | Éliminé en finale de conférence    |
| 2010  | suspension des activées de l'équipe féminine |                     |                   |                                                                        |                                    |
| 2011  | Women's League Soccer                        |                     |                   | Termine au 1er rang du classement                                      | Vainqueur du Championnat de la WLS |
| 2012  | WPSL Elite League                            |                     |                   | Termine au 8e rang du classement                                       | Ne se qualifie pas                 |

## Honneurs de l'équipe
- Women's League Soccer Champions 2011
- USL W-League Central Conference Champions 2009
- USL W-League Midwest Division Champions 2009
- US Open Cup National Champion 2008
- USL W-League Regular Season Champions 2008
- USL W-League Central Conference Champions 2008
- USL W-League Midwest Division Champions 2008
- WPSL Champions 2007[9]
- Finaliste du US Open Cup 2007
- WPSL Midwest Conference Champions 2007
- WPSL Central Division Champions 2007
- WPSL Midwest Conference Champions 2006
- WPSL Central Division Champions 2006
- WPSL Champions 2005
- US Open Cup Champions 2005
- WPSL Midwest Conference Champions 2005
- WPSL Central Division Champions 2005

## Anciennes joueuses
Au cours de son histoire, le club a compté de nombreuses internationales:
- Aivi Luik
- Sasha Andrews
- Robyn Gayle
- Marie-Ève Nault
- Kelly Parker
- Lauren Sesselmann
- Mizuho Sakaguchi
- Mónica Ocampo
- Fátima Leyva
- Laura del Río
- María Ruiz